# Бета-таласемії
Бета-таласемії (β-таласемії) — це група спадкових захворювань крові, або ще форми таласемії, спричинені зниженим або відсутнім синтезом бета-ланцюгів гемоглобіну, які виникають в результаті мутацій в гені HBB (β-глобін) на 11 хромосомі та призводять до різних наслідків — від клінічно безсимптомного перебігу до тяжкої анемії.
Успадковуються за аутосомно-рецесивним типом. Блокування HBB з часом призводить до зменшення синтезу бета-ланцюга. Нездатність організму будувати нові бета-ланцюги призводить до недостатнього вироблення HbA (гемоглобіну дорослої людини). Зменшення загальної кількості HbA, доступного для заповнення еритроцитів, у свою чергу, призводить до мікроцитарної анемії. Мікроцитарна анемія зрештою розвивається через недостатню кількість білка HBB. Через цей фактор пацієнту може знадобитися переливання крові.
| Тип                                | Опис | Аллель                  |
| Мала таласемія                     | Якщо тільки один алель β глобіну несе мутацію телесамії. Це є легка, асимптоматична форма мікроцитарної анемії. Зазвичай її виявляють при наявності зниження середнього об'єму еритроцитів (розмірів червоних кров'яних тілець). Пацієнт матиме підвищину частку гемоглобіну А2 (> 3,5 %) і знижену частку гемоглобіну А (<97,5 %). | β+/β або βo/β           |
| Проміжна телесамія                 | Проміжний стан між великою й малою формами. Уражені пацієнти можуть вести нормальний спосіб життя, проте їм раптово може знадобитися переливання крові наприклад, під час простудного захворювання або вагітності, в залежності від тяжкості їх анемії. | β+/β+або βo/β+          |
| Велика β таласемія або Кулі анемія | Якщо обидва алелі мають мутації таласемії. Це є важка форма мікроцитарної, гіпохромної анемі, яка проявляється починаючи з неонатального періоду. При відсутності лікування, вона призводить до анемії, спленомегалії, і тяжкої деформації кісток. Це захворювання є прогресуючим і призводить до смерті у віці до двадцяти років. Лікування передбачає періодичні переливання крові; спленектомію при виявленні спленомегалії, а також спричинене переливанням перенасичення організму залізом. Можливим варіантом лікування є трансплантація кісткового мозку. Анемія Кулі названа на честь Томаса Бентона Кулі((23 червня 1871 — 13 жовтня 1945) американський педіатр і гематолог, професор гігієни і медицини в Університеті Мічиган та Державному університеті Вейн). | β+/βoабо βo/βoабо β+/β+ |

β — алелі без мутацій
βo  - алелі з мутаціями, що запобігають утворенню будь-якого з β-ланцюгів
β+ — алелі з мутаціями, що ослаблюють синтез ланцюгів гемоглобіну.
Ознаки та симптоми
Описано три основні форми: мала таласемія, проміжна таласемія та велика таласемія.
Люди з великою бета-таласемією (гомозиготні до мутацій таласемії або успадковують 2 мутації), як правило, протягом перших двох років життя мають симптоми важкої анемії, затримку росту та аномалії розвитку скелету. Нелікована велика таласемія призводить до смерті, зазвичай від серцевої недостатності, тому дуже важливим є пренатальний скринінг.
Люди з проміжною формою бета-таласемії в більш пізньому віці мають симптоми з легкими  або помірними проявами анемії. Бета-таласемія передбачає гетерозиготне успадкування мутації і розвиток пограничної мікроцитарної, гіпохромної анемії, яка зазвичай протікає безсимптомно або з легкими проявами.
Бета-таласемія малих форм також може проявлятися безсимптомно, тобто люди успадковують бета-таласемічну мутацію, але не мають жодних гематологічних відхилень або симптомів.
Деякі люди з таласемією схильні до ускладнень відносно селезінки та появи каменів у жовчному міхурі (через гіпербілірубінемію внаслідок периферичного гемолізу). Ці ускладнення здебільшого зустрічаються у хворих на велику таласемію та пацієнтів з проміжною формою.
Надлишок заліза (внаслідок гемолізу або переливання) спричиняє серйозні ускладнення з боку печінки, серця та ендокринних залоз. Тяжкі симптоми включають цироз печінки, фіброз печінки і, в крайніх випадках, рак печінки. Серцева недостатність, порушення росту, діабет і остеопороз є небезпечними станами, які може спричинити велика бета-таласемія. Основні серцеві порушення, що спостерігаються внаслідок бета-таласемії та надлишку заліза, включають систолічну і діастолічну дисфункцію лівого шлуночка, легеневу гіпертензію, вальвулопатію, аритмії та перикардит. Підвищене всмоктування заліза шлунково-кишковим трактом спостерігається при всіх ступенях бета-таласемії, а посилене руйнування еритроцитів селезінкою внаслідок неефективного еритропоезу додатково вивільняє залізо в кров.
Додаткові симптоми бета-таласемії великої або проміжної включають класичні симптоми помірної та тяжкої анемії, включаючи втому, затримку росту та розвитку в дитячому віці, виразки на ногах та відмову органів. Неефективний еритропоез (вироблення еритроцитів) також може призвести до компенсаторного збільшення кісткового мозку, що в подальшому може призвести до кісткових змін/деформацій, болю в кістках та черепно-лицевих аномалій. Активізуються екстрамедулярні органи, такі як печінка та селезінка, які також можуть зазнавати еритропоезу, що призводить до гепатоспленомегалії (збільшення печінки та селезінки). Інші тканини в організмі також можуть стати місцями еритропоезу, що призводить до екстрамедулярних гемопоетичних псевдопухлин, які можуть викликати компресійні симптоми, якщо вони виникають у грудній порожнині або хребетному каналі.
Мутації
Можна виділити дві основні групи мутацій:
Нонделеційні форми: Ці дефекти, як правило, включають заміну однієї основи або невеликі вставки біля або перед геном β-глобіну. Найчастіше мутації відбуваються в промоторних ділянках. Рідше вважається, що аномальні варіанти сплайсингу сприяють розвитку захворювання.
Делеційні форми: Видалення основ різного розміру за участю гена β-глобіну спричиняють синдром βo або синдроми спадкової персистенції фетального гемоглобіну.
Фактори ризику
Сімейний анамнез є фактором, що підвищуює ризик розвитку бета-таласемії. Якщо батьки, бабусі та дідусі хворіли на велику або проміжну форму бета-таласемії, існує 75 % (3 з 4) ймовірність, що мутований ген успадкує нащадок. Навіть якщо дитина не хворіє на велику або проміжну форму бета-таласемії, вона все одно може бути носієм гена, що може призвести до того, що її нащадки будуть хворіти.
Ще одним фактором ризику є етнічна приналежність. Бета-таласемія найчастіше зустрічається у людей італійського, грецького, близькосхідного, південноазіатського та африканського походження.
Діагностика
Однак діагностувати таласемію лише на основі симптомів недостатньо. Лікарі відзначають ці ознаки як асоціативні через складність цього захворювання. Наступні асоціативні ознаки можуть свідчити про тяжкість фенотипу: блідість, слабкий ріст, недостатнє споживання їжі, спленомегалія, жовтяниця, гіперплазія верхньої щелепи, порушення прикусу, жовчнокам'яна хвороб. На основі симптомів призначаються аналізи для диференціальної діагностики.
ДНК-аналіз як вид діагностики
У всіх хворих на бета-таласемію можуть спостерігатися аномальні еритроцити; сімейний анамнез супроводжується аналізом ДНК. Цей тест використовується для дослідження делецій і мутацій в генах, що виробляють альфа- і бета-глобіни. ДНК дослідження можуть бути проведені для оцінки статусу носія та типів мутацій, присутніх у інших членів сім'ї. ДНК-тестування не є рутинним, але може допомогти в діагностиці таласемії. У більшості випадків лікар використовує клінічну діагностику, оцінюючи симптоми анемії: втому, задишку і погану переносимість фізичних навантажень. Подальший генетичний аналіз може включати HPLC.
Лікування
Велика бета-таласемія
Трансплантація кісткового мозку є єдиним методом лікування і показана пацієнтам з важкою формою великої таласемії. Трансплантація може усунути залежність пацієнта від переливання крові.
Терапією є рутинне переливання крові протягом усього життя, які призводять до перенасичення організму залізом. Сироватковий феритин регулярно вимірюється у пацієнтів з бета-таласемією для визначення ступеня перевантаження залізом; при підвищеному рівні феритину призначають хелатотерапію залізом. Лікування хелатуванням заліза необхідне для запобігання пошкодженню внутрішніх органів. Три хелатори заліза: підшкірний дефероксамін, пероральний деферіпрон і пероральний деферасірокс можуть застосовуватися як монотерапія або в комбінації, всі вони знижують рівень сироваткового/системного заліза, а також зменшують ризик серцевої аритмії, серцевої недостатності і смерті. Досягнення в лікуванні хелатуванням заліза дозволяють пацієнтам з великою таласемією прожити довге життя.
МРТ печінки і міокарда також використовується для кількісної оцінки відкладення заліза в органах-мішенях, особливо в серці і печінці, для корегування терапії.
Вчені з Медичного коледжу Вейля Корнелла розробили стратегію генної терапії, яка може ефективно лікувати як бета-таласемію, так і серповидноклітинну анемію. Технологія базується на доставці лентивірусного вектора, що містить ген β-глобіну людини та ізолятор анкірину, для покращення транскрипції та трансляції генів, а також для підвищення рівня виробництва β-глобіну.
10 червня 2022 року федеральна консультативна група США рекомендувала FDA схвалити генну терапію для лікування бета-таласемії[42]. Виробник Bluebird bio стягує 2,8 мільйона доларів США за одноразове лікування препаратом Zynteglo (бетибеглоген аутотемцел).
Також досліджуються методи генного редагування, спрямовані на збільшення вироблення гемоглобіну у плода при бета-таласемії, а також серповидноклітинній анемії шляхом інгібування гена BCL11A.
Проміжна бета-таласемія
Пацієнти з бета-таласемією проміжною не потребують переливання крові або можуть потребувати епізодичного переливання крові за певних обставин (інфекція, вагітність, хірургічне втручання). Передача відбувається за аутосомно-рецесивним типом, однак з  домінантними мутаціями і складними гетерозиготами. Рекомендується генетичне консультування та може бути запропонована пренатальна діагностика.
Мала бета-таласемія
Пацієнти з малою бета-таласемією зазвичай мають безсимптомний перебіг і часто спостерігаються без лікування. Мала бета-таласемія може співіснувати з іншими захворюваннями.
Епідемологія
Бета-форма таласемії особливо поширена серед середземноморських народі. В Європі найвищі концентрації захворювання спостерігаються в Греції та прибережних регіонах Туреччини. Особливо сильно уражені великі середземноморські острови (крім Балеарських), такі як Сицилія, Сардинія, Корсика, Кіпр, Мальта і Крит. Дані свідчать, що 15 % греків і турків-кіпріотів є носіями генів бета-таласемії, тоді як 10 % населення є носіями генів альфа-таласемії. .
Існує поняття «Пояс таласемії» що означає регіони, де бета-таласемія є найбільш поширеною, включає: Африку (на південь від Сахари), Середземномор'я, Близький Схід та Південно-Східну Азію.
У 2002 році в Англії було зареєстровано 4 000 госпіталізованих випадків і 9 233 консультації з приводу таласемії. Чоловіки становили 53 % звернень до лікарів-консультантів, а жінки — 47 %. Середній вік пацієнтів — 23 роки, лише 1 % звернувшихся за консультацією були старші 75 років, а 69 % — у віці 15-59 років. За оцінками, 1,5 % населення світу є носіями цієї хвороби, і 40 000 хворих немовлят народжуються щороку. Бета-таласемія зазвичай призводить до летального результату в дитячому віці, якщо не розпочати негайне переливання крові.
Еволюційна адаптація
Ознака таласемії може надавати певний ступінь захисту від малярії, [61] яка поширена або була поширена в регіонах розповсюдження таласемії, таким чином надаючи вибіркову перевагу у виживанні носіям (відому як гетерозиготна перевага), таким чином увічнюючи мутацію. У цьому відношенні різні види таласемії нагадують інше генетичне захворювання, що впливає на гемоглобін, — серповидноклітинну анемію.